# Durica Katarina
Durica Katarina (Pozsony, 1983 –) író, újságíró, a Szépírók Társaságának tagja.

## Élete
A Csallóközben nőtt fel az 1980-as–1990-es években. Művészettörténetet tanult a Nagyszombati Egyetemen. 2010-ben a szlovák földművelésügyi, környezetvédelmi és régiófejlesztési miniszter szóvivője lett. Húszéves korától összesen több évet dolgozott arab országokban idegenvezetőként és utazási irodák telepített képviselőjeként (Egyiptom, Jordánia, Tunézia, Törökország). Újságíróként írt többek között a magyar Kitekintő.hu, Index.hu, Új Szó, illetve a szlovák .tyzden lapoknak, de jelentek meg írásai az ELLE magazin, a National Geographic, a WMN, a szlovákiai magyar Új NŐ havilap, illetve a Vasárnap hasábjain is.
Első könyve, a Szökés Egyiptomba 2013-ban jelent meg, melyet a következő évben szlovákul is kiadtak. Az 1970-es–1980-as években játszódó második regénye, a 2016-ban megjelent Szlovákul szeretni a szlovákiai magyar identitást vizsgálta. 2018-ban megjelent harmadik könyve, A rendes lányok csendben sírnak a felvidéki magyar maffia áldozatairól szólt. A regény színpadi adaptációját Paczolay Béla rendezésében 2021 márciusában mutatták be a Vígszínházban, a darab szerepelt az eSzínház fesztiválon, ahol Kiss Mari megkapta a legjobb női főszereplőnek járó díjat.
Negyedik könyve, a Városi rókák, mely a brüsszeli éjszakai élet, a diplomatafeleségek, a kiszolgáló személyzet és a prostituáltak világát mutatja be, 2020 végén jelent meg az általa alapított Piros Hó Kiadónál. A könyv megjelenése egybeesett Szájer József EP-képviselő szexbotrányt követő lemondásával.
2022-ben jelent meg Mennyit adtál érte? című regénye, amely a magyar béranyák, petesejtdonorok és meddő nők világát mutatja be. „Durica Katarina ebben az új regényében ismét tabutémákat döntöget, és ahogy azt tőle már megszokhattuk: elmegy a falig, hogy megírja azoknak a sorsát, akik nem beszélnek, vagy akikről mindenki más hallgatni szokott” – írja a könyv fülszövegében Kovács Krisztina, a Vígszínház vezető dramaturgja.
2024-ben jelent meg Pelekaland a nyaralóban című, kisiskolásoknak szóló meseregénye, valamint ennek a folytatása: Pelekaland a nagyvárosban. A könyveket Dózsa Csilla illusztrálta.

## Családja
Férjével, Feledy Botond külpolitikai szakértővel és három gyermekükkel Brüsszelben él.

## Díjak és jelölések
2019-ben Aranykönyv dobogós helyezést ért el.
2020-ban A kiszolgáltatott nőkért végzett munkájáért Hightlights of Hungary jelölt lett.
A 2023-as ELLE Awards: Az év szerzője kategória jelöltje.

## Művei
- Szökés Egyiptomba (Jaffa Kiadó, 2013)
- Szlovákul szeretni (Libri Kiadó, 2016)
- A rendes lányok csendben sírnak (Libri Kiadó, 2018)[3]
- Városi rókák (Piros Hó Kiadó, 2020)[23]
- Mennyit adtál érte? (Piros Hó Kiadó, 2022)[24]
- Mennyit adtál érte?; 2. jav. kiad.; Piros Hó, s.l., 2024
- Pelekaland a nyaralóban; Piros Hó, s.l., 2024
- Pelekaland a nagyvárosban; Piros Hó, s.l., 2024